# Mirall

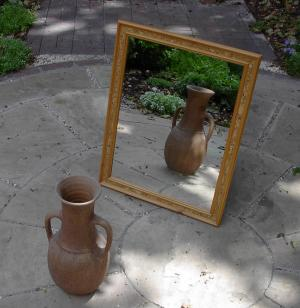
Un càntir reflectit en un espill.

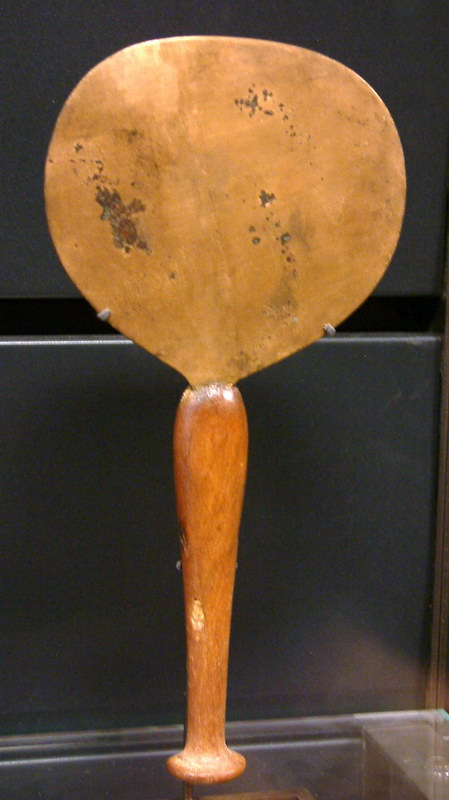
Mirall egipci. Louvre.

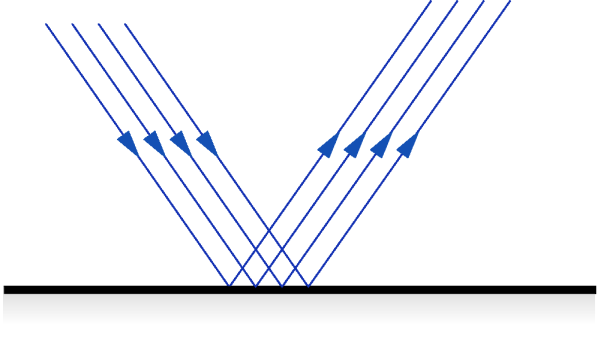
Reflexió dels raigs de llum en un mirall pla.

Esquema d'inversió de la imatge.

Esquema d'un reflector.

Un mirall (del llatí vulgar miraculum, i aquest del verb llatí miror, meravellar-se, admirar) o espill (del llatí speculum, mirall) és un cos opac, amb una superfície llisa i polida, capaç de reflectir regularment la llum que rep. L'exemple més simple és l'espill pla que molta gent té a les seves llars. L'exemple més antic és l'aigua tranquil·la, on abans de la invenció de l'espill la gent s'hi mirava.
En un mirall o espill, un feix de llum paral·lel pot canviar de direcció completament i continuar sent paral·lel, podent produir així una imatge virtual d'un objecte en la seva grandària i forma reals. Existeixen també miralls còncaus, on un feix de llum paral·lel és convertit en convergent, trobant intersecció en el focus de l'espill i distorsionant la imatge reflectida. Els espills convexos són aquells de curvatura invertida a aquella d'un mirall còncau, els quals provoquen un efecte oposat.
Els primers espills consistien d'una planxa polida de metall, normalment argent. Els miralls moderns consisteixen d'una capa prima d'alumini dipositat sobre una planxa de vidre la qual protegeix l'alumini i fa a l'espill més durador.

## Història
Els miralls com a estris de tocador i objecte manual foren molt emprats en les civilitzacions egípcia, grega, etrusca i romana. S'elaboraven sempre amb metall brunyit, generalment coure, argent o bronze, a aquest procés se'l coneix pel nom d'argentament. Tenien forma de placa rodona o ovalada, ornada ordinàriament amb gravats o relleus mitològics al revers (els romans no tenien gravats, però sí relleus). D'aquests espills es conserven encara molts exemplars en alguns museus arqueològics. Durant l'alta edat mitjana l'ús del mirall era estrany, fins que en el segle xiii s'inventà la fabricació dels de vidre i de cristall de roca sobre làmina metàl·lica, sense deixar-se de construir els de només metall fins al segle xviii. El mirall, com a moble d'habitació o cambra, comença amb el segle xvi, car tot i que durant els dos segles anteriors es citen alguns exemplars històrics no era gaire conegut i el seu ús era poc corrent. En aquest segle es presenta com a marc elegant i peu artístic i ocupa un lloc distingit al saló com a objecte movible i de dimensions reduïdes. Cap al segle xvii les fàbriques venecianes arriben a construir espills de gran mida i d'ençà serveixen com a objectes singularment decoratius en salons, en què ocupen un lloc destacat. Els miralls moderns consisteixen d'una prima capa d'argent o alumini dipositada sobre una planxa de vidre, la qual protegeix el metall i fa que el mirall sigui més durador. Els miralls dels instruments òptics estan aluminitzats per la part exterior. L'única protecció és la capa d'òxid d'alumini del mateix aluminitzat.

## Miralls plans
Els miralls plans són aquells formats per una superfície plana reflectora. Els raigs de llum que sortint d'un emissor puntual (el punt objecte P) incideixen sobre el mirall, es reflecteixen seguint la llei de reflexió i poden arribar així a un observador. La imatge formada en els miralls plans té una sèrie de característiques:
- És virtual, ja que està formada per prolongacions de raigs de llum, el que demostra que la imatge no existeix.
- La mida és la mateixa que la de l'objecte. Quan nosaltres ens mirem al mirall, la imatge que hi apareix és tan gran com nosaltres.
- Les distàncies que hi ha entre l'objecte i el mirall, i la imatge formada i el mirall són iguals. Si no fos així, quan ens miréssim ens veuríem més a prop o més lluny. Expressat de forma matemàtica: s = s'. La distància de P al mirall rep el nom de distància objecte s i la distància de P' al mirall s'anomena distància imatge s'.
- La imatge és del dret, ja que si no ens veuríem al revés.
- Apareix la inversió en profunditat: la nostra dreta és l'esquerra de la imatge del mirall.

La determinació de la imatge obtinguda es fa mitjançant el diagrama de raigs, on es representen els raigs de llum i la imatge formada a partir de l'objecte.

## Miralls esfèrics
Els miralls esfèrics són trossos d'esfera i poden ser de dos tipus:
- Còncau: la superfície reflectora és la superfície interior.
  - el focus és positiu i real.
  - la imatge és real i més gran.
- Convex: la superfície reflectora és la superfície exterior.
  - el focus és negatiu i virtual.
  - la imatge és virtual i més petita.

### Elements dels miralls esfèrics
- Centre de curvatura (C): centre de l'esfera imaginària que es podria construir a partir d'un mirall.
- Radi de curvatura (r): radi de l'esfera imaginària.
- Vèrtex (V): centre geomètric del mirall i origen de coordenades en el diagrama de raigs. També determina si les imatges són positives o negatives segons la seva posició.
- Focus (F): punt on convergeixen (miralls còncaus) o divergeixen (miralls convexos) tots els raigs paral·lels a l'eix principal que es reflecteixen en el mirall.
- Distància focal: distància entre el focus i el vèrtex del mirall.

### Instruccions per construir els rajos en un mirall
S'han de poder dibuixar tres raigs de llum.
- Es dibuixa un raig paral·lel a l'eix des d'un punt de l'objecte fins al mirall.
- Es dibuixa un raig focal des del mateix punt de l'objecte fins al focus.
- Es dibuixa un raig radial que s'envia al centre del mirall.

### Determinació analítica de f, h' i s'
- mida de la imatge: {\displaystyle h/s=h'/s'}
- distància s': {\displaystyle 1/s'+1/s=1/f}
- distància focal: {\displaystyle f=r/2}

### Diagrama de raigs pels miralls esfèrics
Còncaus
- Quan l'objecte es troba més lluny del centre del mirall, la imatge es forma entre el focus i el centre, del revés i més petita.
- Quan l'objecte es troba a sobre del centre, la imatge es forma just a sota, al revés i de la mateixa mida que l'objecte.
- Quan l'objecte es troba entre el centre i el focus, la imatge surt a l'esquerra de l'objecte, més gran i del revés.
- Quan l'objecte es troba a sobre del focus, no es forma imatge, perquè aquesta es trobaria a l'infinit.
- Quan l'objecte es troba a davant del focus, la imatge es troba a l'altre costat del mirall, del dret i més gran.

Convexos
- Només hi ha un únic cas, en què la imatge es forma a l'interior del mirall i, per tant, és més petita i virtual.

## El mirall a la cultura
El mirall ocupa un lloc important en la mitologia i les supersticions de molts pobles. La imatge que s'hi reflecteix s'identifica sovint amb l'ànima o amb l'esperit de la persona: d'aquí per exemple que els vampirs, cossos sense ànima, no s'hi puguin reflectir segons la cultura i el folklore tradicionals. Quan un està a punt de deixar aquest món, és comú cobrir els miralls, per temor que l'ànima de l'agonitzant hi quedi tancada.
El mirall és interpretat com una finestra al món dels esperits. La llegenda urbana de Verònica aprofita exemplarment aquesta visió. Tanmateix, el món dels esperits tendeix a imaginar-se com una contrapartida especular del dels vius. Lewis Carroll desenvolupa magistralment la idea de l'espill com a entrada a un món invers en la segona part de les aventures d'Alícia. El mirall és també objecte freqüent de consulta: se'l jutja capaç de mostrar-hi esdeveniments i objectes distants en el temps o l'espai. En el conte de Blancaneus, el mirall té la facultat de parlar i respon a les preguntes que li formula la madrastra. John Ronald Reuel Tolkien reprèn amb el seu cèlebre mirall de Galadriel la tradició de l'espill capaç de mostrar el futur. En la novel·la de Harry Potter i la pedra filosofal, de J.K. Rowling, apareix el mirall de Gised, que no reflecteix la imatge de qui el contempla, sinó els seus desigs més profunds. L'aigua actua com a mirall en el mite de Narcís, on el jove s'enamora del seu propi reflex.
L'afany de reflectir la realitat com fa el mirall és un dels lemes del realisme literari i també anima la composició d'enciclopèdies medievals, com proven obres com l'Speculum Maius.

### Miralls en el Cinema
Tant i com en la cultura popular, el cinema també ha utilitzat repetidament els miralls al llarg de la història com a element per a transmetre certes idees o efectes. Alguns casos són com a través dels miralls es transmeten canvis en el personatge, un mirall pot mostrar a un mateix, però també pot estar distorsionat d'alguna manera, depenent d'això el seu significat en el cinema variarà. Es mostren com un símbol de veritat absoluta que no enganyen i que ens aporten informació molt interna de l'individu.Altres vegades s'utilitzen amb una finalitat narcisista, o per parlar d'un personatge amb trets superficials.
Algunes pel·lícules d'exemple en són: Blancaneus, tot i estar basada en un conte dels germans Grimm, apareix el mirall com a un element animat que mai menteix, s'utilitzarà també en el cinema seguint aquesta idea d'objecte pur i que mostra sempre la veritat. A la famosa pel·lícula "The Shining " com s'explica en la revista Esquires: "Al cinema de terror, els miralls són un objecte imprescindible, encara que normalment és només per donar-nos un bon ensurt quan descobrim un intrús en el reflex del personatge de torn. No obstant això, a The Shining és un element importantíssim destinat a establir aquestes dualitats, ens suggereix l'existència de diverses dimensions (com Alícia, n'hi ha una que sembla viure a través del mirall) i també el descens a la bogeria del protagonista, que de vegades el veiem tancat en miralls com si a qui veiem ja no fos Jack Torrance. " Altres exemples paradigmàtics són "El Cisne Negre" on els miralls ajuden a explicar la malaltia mental que pateix la protagonista o a "The Apartment" on es dona el següent diàleg utilitzant novament el mirall per parlar de l'estat emocional o psicològic dels personatges:
"- C.C. Baxter: The mirror... it's broken.
- Fran Kubelik: Yes, I know. I like it that way. Makes me look the way I feel."
En altres casos s'utilitzen amb una finalitat merament artística de buscar plans més interessants en la captació de la ficció.
Un altre àmbit rellevant dins el cinema on els miralls juguen un paper important, és en l'estil Manierista, on s'allunyen de la narració clàssica i es narra d'una manera més psicològica i metafòrica on els miralls ajuden ajudent a transmetre aquestes idees i alhora el gran tret maniersta de utiltar "imatges dins d'imatges". "The Lady from Shanghai" d'Orson Welles trobem un exemple paradigmàtic de la utilització manierista dels miralls en una famosa escena carregada de violència.
Els miralls en el cinema ho presencien tot, mostren el que tenen davant de manera transparent, com una mena de Déu o més ben dit una càmera de cinema que captura l'essència humana pura.

## Usos dels miralls
Els miralls són emprats en aplicacions molt diferents. En cada cas els materials i el disseny s’adapten a les necessitats determinades.

### Vida quotidiana
Hi ha miralls decoratius en llars i edificis d’oficines. A les cases particulars són importants els miralls destinats a verificar l’aspecte de l’observador. A efectes de maquillatge i afaitat hi ha miralls amb augment de la imatge.

### Vehicles automòbils
Els miralls retrovisors permeten vigilar la part posterior del vehicle.

### Caces de combat
En la Segona Guerra Mundial els caces disposaven d’un mirall retrovisor per a controlar la presència d’avions en la part posterior.

### Telecomunicacions
El reflex del sol sobre un mirall orientable permet ser dirigit, amb certa precisió, a un eventual observador a una distància considerable. La forma més elaborada seria l'Heliògraf (telecomunicacions).

### Senyals d’emergència
Un petit mirall permet orientar els possibles equips d’auxili a persones perdudes a la mar o a la natura.